# Edmund Pueschel
Edmund John Pueschel (Kansas City, 31 gennaio 1883 – Kansas City, 6 agosto 1959) è stato un ginnasta e multiplista statunitense.

## Carriera
Pueschell partecipò ai Giochi olimpici di Saint Louis 1904 nelle gare di triathlon e ginnastica. Giunse centosedicesimo nel concorso generale individuale, centotredicesimo nel triathlon e nel concorso a tre eventi.